# Horatio Caine
Lt. Horatio Caine is een personage uit de televisieserie CSI: Miami. Hij wordt gespeeld door David Caruso.

## Hoofd van het misdaadlab
Caine is de supervisor van het Miami-Dade misdaadlab, een forensisch analist en voormalige moordzakendetective en officier van de bommenopruimingsdienst. Hij is zeer beschermend tegenover zijn team en bezorgd over de reputatie van zijn lab. Zijn teamgenoten noemen hem vaak "H."
In tegenstelling tot zijn collega in Las Vegas, Gil Grissom (CSI: Crime Scene Investigation), deinst Caine er niet voor terug zijn vuurwapen te gebruiken. In de eerste twee seizoenen droeg hij altijd een 9MM Beretta Cougar bij zich. Sinds het begin van seizoen 3 is dat een SIG-Sauer P229. Hij dringt er bij al zijn teamleden op aan dat ze weten hoe ze een vuurwapen moeten gebruiken en onderhouden, vooral omdat zijn oude teamgenoot Tim Speedle vermoord werd omdat zijn wapen niet goed schoon was en deze daardoor het schot blokkeerde.
Aan het einde van seizoen 2 (aflevering 223, "MIA/NYC - Nonstop") reisde Caine naar New York om een moordverdachte te achtervolgen. Hier ontmoette hij Detective Mac Taylor en diens team, wat de pilotaflevering vormde van CSI: NY. Caine ontmoette Taylor en de New Yorkse CSI later nog een keer toen hij de moordenaar Henry Darius achtervolgde (CSI: Miami aflevering 407, "Felony Flight," CSI: NY aflevering 207, "Manhattan Manhunt").
Caine heeft veel vijanden die in de serie geregeld opduiken, variërend van seriemoordenaar Walter Resden tot de gewelddadige Internal Affairs Agent Rick Stetler en de corrupte rechter Joseph Ratner (Resden en Ratner zijn gearresteerd). Sommige dacht hij zich voorgoed van te hebben ontdaan, terwijl anderen terugkeerden.

## Leven voor CSI
Caine start na de middelbare school direct op de politieschool. Daar verveelt hij zich al snel, want hij wil misdaden oplossen. Op de universiteit haalt hij een diploma scheikunde. Daarmee komt hij binnen bij CSI. Daar ergert hij zich vreselijk aan de bureaucratie en dreigt op te stappen. In plaats daarvan gaat hij naar de explosievenopruimingsdienst. Later neemt hij de leiding van het 'crime lab' over van Megan Donner.
Voordat hij naar Miami kwam woonde en werkte Caine in New York. Hier was het dat hij de man die zijn moeder had vermoord, zijn eigen vader, doodschoot. Hij werd ook een keer neergestoken door de moordenaar Walter Resden. Walter had zo’n diepe haat tegen Caine dat hij het bloed van deze steekpartij 10 jaar lang bewaarde om Caine later vals mee te kunnen beschuldigen van moord op diens’ vriendin, Rachel Turner (aflevering 406, "Under Suspicion").
Na zijn aankomst in Florida ging Horatio bij de Miami-Dade Police werken als moordzakendetective, maar hij werd overgeplaatst naar de bommenopruimingsdienst. Hier werd hij begeleid door Al Humphries, een oudere agent, die tragisch genoeg omkwam toen hij een bom wilde ontmantelen. Uiteindelijk belandde Caine bij het misdaadlab waar hij een promotie kreeg tot luitenant (wat hem een vijandschap opleverde met sergeant Rick Stetler, die ook op deze rang uit was). Toen veteraan CSI’er Megan Donner vertrok na de dood van haar man, werd Horatio permanent hoofd van het lab (aflevering 1.01, "Golden Parachute").

## Persoonlijk leven
Caines originele achtergrondverhaal, dat werd onthuld in de loop van de eerste drie seizoenen, draaide vooral rond zijn relatie met zijn inmiddels overleden broer Raymond Caine, die ook een politieagent was. Het werd onthuld in de finale van het derde seizoen (aflevering 324, "10-7") dat Raymonds dood in werkelijkheid in scène was gezet zodat Raymond undercover kon gaan voor een onderzoek van de overheid. Vanaf hier begon de serie en ander stuk van Caines verleden te onthullen: de gebeurtenissen rondom zijn moeders dood. In de aflevering "Nailed" informeerde Caine de rest van de CSI dat hij recentelijk was aangeklaagd door een officier van justitie in New York voor de moord op de man die Caines moeder gedood had. Onderzoek wees uit (in de aflevering "Collision") dat deze man Caines vader was.
Caine was korte tijd getrouwd met Eric Delko's zus Marisol, die werd vermoord door een bendelid van Mala Noche. De twee volgden de dader, en diens opdrachtgever Antonio Riaz, naar Rio de Janeiro in Brazilië.
In aflevering 601, "Dangerous Son", ontdekt Horatio dat hij de biologische vader is van een verdachte in een moordzaak. Zijn zoon is een wees genaamd Kyle Harmon. Horatio ontmoette Kyles moeder, Julia Eberly, 16 jaar geleden toen hij undercover werk deed in Pensacola onder de naam John Walden. Ondanks dat ze een serieuze relatie hadden, in ieder geval voor Horatio, heeft hij nooit geweten dat ze zwanger was; Julia verdween een paar maanden nadat ze elkaar ontmoet hadden.
Kyle heeft bij verschillende pleeggezinnen gewoond, uiteindelijk kwam hij 6 maanden in de gevangenis nadat hij er met een gestolen boot vandoor ging. Later is Kyle verdachte in een moordzaak, als hij ondervraagd wordt ziet Horatio meteen de gelijkenissen en begint hij een onderzoek naar Kyles verleden. Met de hulp van Yelina Salas (Yelina vond Kyle's geboortecertificaat, waarop "John Walden" als vader staat, een undercovernaam die Horatio in het verleden heeft gebruikt) en Maxine Valera (Maxine vergeleek Horatio's DNA met dat van Kyle waarmee bevestigd werd dat Kyle Horatio's zoon is), ontdekt Horatio dat Kyle inderdaad zijn biologische zoon is. Als Horatio Kyle "zoon" noemt aan het eind van aflevering 601, reageert Kyle kwaad met "Ik ben je zoon niet!".
In aflevering 603, "Inside Out" wordt Kyle gekidnapt uit de gevangenis en achtergelaten in een pijp. Als Horatio hem gered heeft, bekent Horatio aan Kyle dat hij Kyles vader is.
Het is mogelijk dat Caine verschillende familieleden heeft verloren door geweldsmisdrijven. Caine is gedreven tot het punt van obsessie om criminelen gearresteerd te krijgen. Hij is zelfs niet bang verdachten te bedreigen (CSI: NY aflevering 207, "Manhattan Manhunt"). Daarentegen is Caine zeer beschermend tegenover slachtoffers van misdrijven. Hij geeft ze soms zelfs zijn telefoonnummer voor als ze met iemand moeten praten. Hij houdt goede contacten met veel slachtoffers van misdaden die hij onderzocht heeft. Hij is vooral gevoelig als de slachtoffers kinderen zijn.
Na Speedles dood heeft Caine geregeld nachtmerries waarin niet Speedle maar hijzelf degene is die ernaast schiet. In plaats van erover te praten met een expert zocht hij steun bij zijn vriendin, Rebecca Nevins. Hij brak met haar toen ze een deal maakte met een crimineel die hij had helpen arresteren (aflevering 313, "Cop Killer"). Hij had later nog een afspraakje met Rachel Turner, die vermoord werd door Walter Resden in een poging wraak te nemen op Caine.

## Trivia
- In de Crime Scene Investigation aflevering "Cross Jurisdictions" maakt Caine bekend dat zijn ouders hem hebben vernoemd naar de 19e-eeuwse Amerikaanse auteur Horatio Alger.
- Kenmerkend aan Horatio is zijn zonnebril, die hij altijd op en af zet in bepaalde situaties. Fans noemen deze zonnebril op internet ook wel de "Sunglasses of Justice."
- Oorspronkelijk zou het personage "Horatio Sands" gaan heten.
- Caine is samen met Dr. Ray Langston (Laurence Fishburne), CSI: Crime Scene Investigation, het enige personage die in alle drie de series van CSI is verschenen.